# Phil Gramm

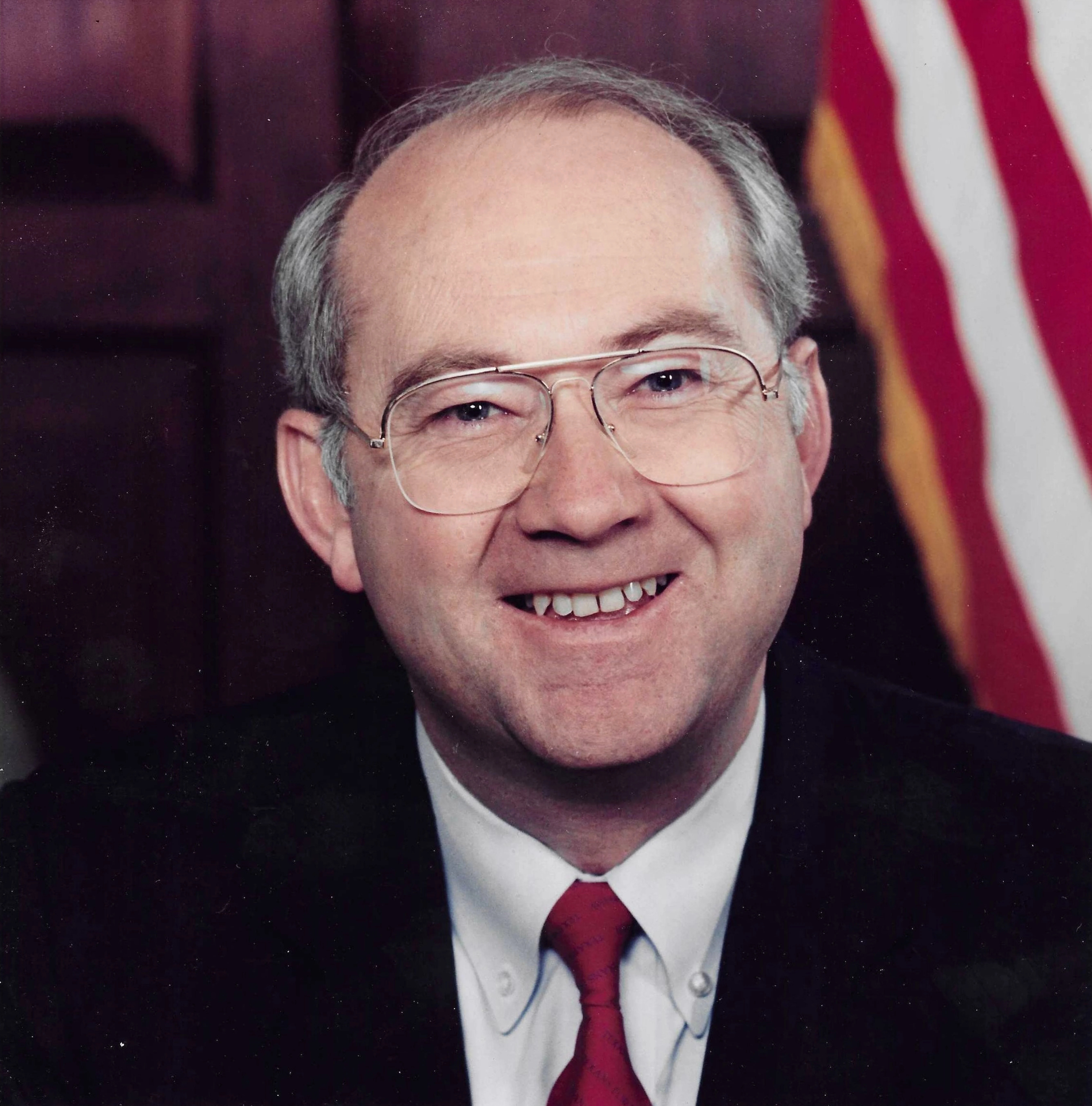
Phil Gramm

William Philip „Phil“ Gramm (* 8. Juli 1942 in Fort Benning, Georgia) ist ein amerikanischer Ökonom und Politiker, der zuerst für die Demokratische Partei (1979–1983) und dann für die Republikanische Partei (1983–1985) Abgeordneter im US-Repräsentantenhaus war. Von 1985 bis 2002 vertrat er als Republikaner den Bundesstaat Texas im US-Senat und war Vorkämpfer der Deregulierung der US-Finanzmärkte in den 1990er Jahren. Anschließend arbeitete er als Wirtschaftslobbyist, unter anderem für die Schweizer Bank UBS, und als politischer Berater für John McCains Präsidentschaftswahlkampf 2008.

## Familie, Ausbildung und Beruf
Phil Gramm wurde am 8. Juli 1942 in Fort Benning, Georgia geboren und wuchs im nahegelegenen Columbus auf. Sein Vater, ein Army Sergeant, erlitt bald nach der Geburt seines Sohnes einen Schlaganfall und blieb dauerhaft behindert. Gramms Mutter arbeitete als Krankenschwester; die Kinder mussten früh zum Lebensunterhalt des Haushaltes beitragen. Gramm besuchte eine öffentliche Schule und schloss 1961 die Georgia Military Academy ab. 1964 erhielt er den Bachelor of Science an der University of Georgia und wurde 1967 zum Doktor der Wirtschaftswissenschaft promoviert. Von 1967 bis 1978 unterrichtete er in diesem Fach an der Texas A&M University und gründete Gramm & Associates (1971–1978), eine Wirtschaftsberatungsfirma.
Phil Gramm ist verheiratet mit Wendy Lee Gramm, einer Hawaiianerin mit koreanischen Wurzeln, die in der Verwaltung der Regierungen Reagan und Bush gearbeitet hat. Sie haben zwei Söhne und leben in Helotes bei San Antonio.

## Kongressabgeordneter und US-Senator
Nach einer erfolglosen Kandidatur in der parteiinternen Primary gegen den amtierenden US-Senator Lloyd Bentsen 1976 wurde Gramm 1978 für die Demokratische Partei im sechsten texanischen Kongresswahlbezirk ins US-Repräsentantenhaus gewählt. Dort fiel er durch sein sehr konservatives Abstimmungsverhalten auf; unter anderem war er einer der Hauptautoren der Gesetze, die die konservative Finanz- und Wirtschaftspolitik des neuen US-Präsidenten Ronald Reagan („Reaganomics“) 1981 auf den Weg brachten. Als er deshalb am 3. Januar 1983 von der demokratischen Kongressführung nicht mehr für das einflussreiche House Budget Committee (Haushaltsausschuss) vorgeschlagen wurde, trat er am 5. Januar 1983 von seinem Mandat zurück. Er wechselte die Partei und wurde bei der folgenden außerordentlichen Wahl für seinen bisherigen Sitz am 12. Februar des Jahres als Vertreter der Republikaner erneut in den Kongress gewählt.
1984 wurde Gramm für die Republikaner in den US-Senat gewählt, um dort den Bundesstaat Texas zu repräsentieren. Bei der Wahl erhielt er 3.116.348 Millionen Stimmen (58,5 Prozent) und damit als erster Kandidat für den US-Senat in Texas überhaupt mehr als drei Millionen Stimmen. Dies gelang ihm bei seiner Wiederwahl 1990 erneut (3.027.680 Stimmen). Bei der Präsidentschaftswahl 1996 bewarb er sich als Kandidat in der Primary der Republikaner, scheiterte jedoch früh und zog sich nach dem Iowa-Caucus zugunsten von Bob Dole zurück. Im September 2001 kündigte Gramm an, bei der Wahl 2002 nicht für eine Wiederwahl anzutreten und trat einige Wochen vor seinem regulären Ausscheiden am 30. November 2002 von seinem Manat zurück, um seinem Nachfolger John Cornyn durch Seniorität Vorteile in den Besetzungsfragen des Senats zu verschaffen, was nicht erfolgreich war.

## Nach dem US-Senat
Fortan arbeitete er als politischer Berater und Lobbyist. Kurz nach seinem Ausscheiden aus dem Senat wurde Gramm stellvertretender Präsident der Investmentbank der UBS und wirkte bis zu seinem Ausscheiden Ende 2011 an über 120 Geschäftsabschlüssen weltweit mit. Zudem gründete er eine eigene Lobbying-Firma, Gramm Partners. Ab 2007 fungierte er in John McCains US-Präsidentschaftswahlkampf 2008 als ökonomischer Chefberater und galt als designierter Finanzminister, bis er über ein Interview im Juli 2008 in Kritik geriet. Der Washington Times sagte Gramm, der damals wahrgenommene Wirtschaftsabschwung sei eine rein „mentale Rezession“ („mental recession“), und die Vereinigten Staaten seien eine „Nation von Nörglern“ („nation of whiners“) geworden, während die ökonomischen Grunddaten eine andere Sprache sprächen. Daraufhin distanzierte sich McCain von Gramm, der sich kurz darauf von seiner Beratertätigkeit zurückzog. Seit 2012 ist Gramm Partner der Lobbying-Firma US Policy Metrics und Visiting Scholar des konservativen Think Tanks American Enterprise Institute, an dem er Vorschläge zum Umbau des amerikanischen Steuer- und Sozialversicherungssystems erarbeitet, darunter zur Abschaffung der Gesundheitsreform der Regierung Obama.
Gramm wird vor allem von der politischen Linken für Richtungsentscheidungen verantwortlich gemacht, die zur Subprime-Krise und damit zur Weltwirtschaftskrise ab 2007 führten. Der Wirtschaftswissenschaftler Paul Krugman etwa nannte Gramm 2008 den „Hohepriester der Deregulierung“ und bezeichnete ihn zusammen mit dem früheren US-Notenbankpräsidenten Alan Greenspan als hauptverantwortlich für die Krise, da Gramm in den 1990er Jahren als Vorsitzender des Senatsausschusses für das Bankwesen die Deregulierung des Finanzsektors maßgeblich vorangetrieben hatte. So hatte Gramm unter anderem durch den Gramm-Leach-Bliley Act 1999 maßgeblich an der Aufhebung des bankenregulierenden Glass-Steagall Act aus der Zeit der ersten Weltwirtschaftskrise mitgewirkt. Dabei geriet die finanzielle und berufliche Verquickung des Ehepaars Gramm mit dem Energiekonzern Enron in die Kritik, da der Konzern als Großspender Gramms seine Gesetzgebung möglicherweise beeinflusst hat. Gramm wies die Vorwürfe zurück und erklärte die Krise ab 2007 stattdessen mit den aus seiner Sicht unverantwortlich großzügigen Staatshilfen der Regierung Clinton für Privatimmobilien in den 1990er Jahren.

## Belege
1. 1 2  Phil Gramm for President 1996 Campaign Brochure: ‘Restoring the American Dream’. In: 4President.org.
2. ↑  Kent Demaret: Texas Democrat Phil Gramm Hears the Call of a Different Drummer—and Switches Partners. In: People, 24. Januar 1983.
3. ↑  David Frum: Righter Than Newt. In: The Atlantic, März 1995; Andre Parrella: From The Archives: Sen. Phil Gramm And The 1996 N.H. Primary. In: New Hampshire Public Radio, 23. April 2015.
4. ↑  David Plotz: Phil Gramm. Good Riddance to the Naysayer. In: Slate, 7. September 2001.
5. ↑  Republican Seniority List: 114th Congress. (Memento vom 29. Juni 2015 im Internet Archive) In: United States Senate Periodical Press Gallery (Anmerkung unten).
6. ↑  Nathalie Tadena: Gramm Retires as UBS Investment-Bank Officer. In: The Wall Street Journal, 10. Februar 2012.
7. ↑  Daniel Gross: Phil Gramm’s UBS Problem. In: Slate, 7. Juli 2008.
8. ↑  Patrice Hill: McCain Adviser Talks of ‘Mental Recession’. In: Washington Times, 9. Juli 2008.
9. ↑  Lorraine Woellert: Gramm Steps Down as McCain Co-Chair After ‘Whiners’ Remark. In: Bloomberg.com, 18. Juli 2008.
10. ↑  Phil Gramm. In: US Policy Metrics.
11. ↑  Senator Phil Gramm Joins AEI to Work on Economic Policy. In: AEI.org, 6. Juni 2012.
12. ↑  Phil Gramm: A Simple Cure for ObamaCare: Freedom. In: The Wall Street Journal, 23. Februar 2015.
13. ↑  Lisa Lerer: McCain Guru Linked to Subprime Crisis. In: Politico.com, 28. März 2008; David Corn: Foreclosure Phil. In: Mother Jones, Juli/August 2008; Joseph Karl Grant: What the Financial Services Industry Puts Together Let No Person Put Asunder: How the Gramm-Leach-Bliley Act Contributed to the 2008–2009 American Capital Markets Crisis. In: Albany Law Review, 18. Dezember 2009.
14. ↑  Race for the White House, September 22, 2008. Transkript eines Gesprächs zwischen David Gregory und Paul Krugman, 22. September 2008 (siehe auch das Video). Siehe auch bereits Paul Krugman: Taming the Beast. In: The New York Times, 24. März 2008.
15. ↑  Bob Herbert: Enron And the Gramms. In: The New York Times, 17. Januar 2002; Eric Lipton: Gramm and the ‘Enron Loophole’. In: The New York Times, 14. November 2008.
16. ↑  Phil Gramm, Miko Solon: The Clinton-Era Roots of the Financial Crisis. In: The Wall Street Journal, 12. August 2013. Siehe auch bereits Eric Lipton, Stephen Labaton: Deregulator Looks Back, Unswayed. In: The New York Times, 16. November 2008. Gegen diese Argumentationsrichtung Gregory D. Squires: Scapegoating Blacks for the Economic Crisis. In: Poverty & Race. Bd. 17, 2008, Nr. 6, S. 3 f. (Online-Version).

| Personendaten    | Personendaten                              |
| ---------------- | ------------------------------------------ |
| NAME             | Gramm, Phil                                |
| ALTERNATIVNAMEN  | Gramm, William Philip (vollständiger Name) |
| KURZBESCHREIBUNG | US-amerikanischer Ökonom und Politiker     |
| GEBURTSDATUM     | 8. Juli 1942                               |
| GEBURTSORT       | Fort Benning, Georgia                      |